# باسم الدلقموني
باسم محمد خليل الدلقموني هو مخرج مسرحي ولد في مدينة إربد سنة 1948 وهو عضو في نقابة الفنانين الأردنيين.اسم الشهرة باسم الدلقموني وهو متزوج. عمل مخرجا مسرحيا ورئيس قسم النشاطات الفنية ومدير دائرة النشاطات الفنية بجامعة اليرموك من عام 1980 وحتى 2007. حصل على بكالوريوس الإخراج المسرحي من القاهرة عام 1976 والماجستير في الفنون المسرحية من بغداد عام 1996. وكان من المخرجين الرواد الذين أخرجو المسرحيات العربية غير المعربة. وشارك في العديد من الندوات التي تقيمها وزارة الثقافة الأردنية.

## مسرحيات من إخرجه
- لعبة النهاية عام 1977
- الطريق إلى بيت المقدس عام 1980
- المفتاح[ ؟ ] عام 1985
- فتاة في سن الزواج عام 1992
- أوراق مسرحية عام 1997
- الأستاذ عام 1999
- مناجل التعب عام 1998 وكانت مسرحية افتتاح مهرجان الحصاد لعام 2002